# Melastomastrum
Melastomastrum is een geslacht uit de familie Melastomataceae. De soorten komen voor in tropisch Afrika en in Namibië.

## Soorten
- Melastomastrum afzelii (Hook.f.) A.Fern. & R.Fern.
- Melastomastrum autranianum (Cogn.) A.Fern. & R.Fern.
- Melastomastrum capitatum (Vahl) A.Fern. & R.Fern.
- Melastomastrum cornifolium (Benth.) Jacq.-Fél.
- Melastomastrum porteresii (Jacq.-Fél.) Ver.-Lib. & G.Kadereit
- Melastomastrum segregatum (Benth.) A.Fern. & R.Fern.
- Melastomastrum theifolium (G.Don) A.Fern. & R.Fern.